# Stddef.h
stddef.h — заголовний файл стандартної бібліотеки мови програмування С, в якому оголошується макрос NULL, а також типи ptrdiff t, wchar t, and size t.

## Включення
У мові С, заголовний файл «stddef.h» підключається так:
```
#
 
include
 
<stddef.h>

// …

```

У С++ наступним:
```
#
 
include
 
<cstddef>

// …

```